# Francesco Lodi
Francesco Lodi (Napoli, 23 de março de 1984) é um futebolista profissional italiano que atua como meia.

## Carreira
Francesco Lodi começou a carreira no Empoli.